# Günther Csar
Günther Csar (n. 7 martie 1966, Zell am Ziller, Tirol, Austria) este un sportiv ce a reprezentat Austria, medaliat olimpic. A participat la 2 ediții ale Jocurilor Olimpice (1988, 1992) în care a câștigat o medalie de bronz.